# Tianpeng
Tianpeng (kinesiska: 天彭) är en häradshuvudort i Kina. Den ligger i provinsen Sichuan, i den sydvästra delen av landet, omkring 38 kilometer norr om provinshuvudstaden Chengdu.
Runt Tianpeng är det mycket tätbefolkat, med 1 177 invånare per kvadratkilometer. Det finns inga andra samhällen i närheten. Trakten runt Tianpeng består till största delen av jordbruksmark.
Genomsnittlig årsnederbörd är 1 318 millimeter. Den regnigaste månaden är juli, med i genomsnitt 377 mm nederbörd, och den torraste är december, med 11 mm nederbörd.